# 德國國防軍陸軍第369步兵師
第369（克羅地亞）步兵師（德語：369. (kroatische) Infanterie-Division）是納粹德國國防軍陸軍的一個步兵師。該師於1942年9月組建，兵員由克羅埃西亞獨立國招募，軍官由德軍指派。
該師組建後，原訂調往東線作戰，後來取消，返回南斯拉夫，此後一直在當地進行反遊擊作戰。
該師最後於1945年5月向英軍投降。

## 註腳
1. ↑  Mitcham（2007年）